# Carter (film)
Pour les articles homonymes, voir Carter.
Pour plus de détails, voir Fiche technique et Distribution.
Carter (카터, Kateo) est un film sud-coréen réalisé par Jeong Byeong-gil, sorti en 2022.

## Synopsis
Un agent de renseignement se réveille avec une amnésie totale, ignorant jusqu'à son nom. Il est cependant pris dans une course entre des agences de renseignement de trois pays (États-Unis, Corée du Nord, et Corée du Sud) sans savoir à laquelle il appartient.
Les trois veulent mettre un terme à une épidémie et ont besoin de la fille du scientifique pouvant trouver le remède à cette épidémie. Grâce à des implants dans sa tête et son oreille, Carter est dirigé par la voix d'une agente nord-coréenne pour ramener la fille du scientifique en Corée du Nord, et échapper non seulement aux agents de la CIA, mais aussi à une faction de rebelles nord-coréens.

## Fiche technique
Sauf indication contraire, les informations mentionnées dans cette section peuvent être confirmées par la base de données cinématographiques IMDb,  présente dans la section « Liens externes ».
- Titre original : 카터, Kateo
- Titre français : Carter
- Réalisation : Jeong Byeong-gil
- Scénario : Byeong-sik Jung et Jeong Byeong-gil
- Costumes : Eunice Jera Lee
- Photographie : Mun Yong-gun
- Montage : Han Wool Cho
- Pays d'origine : Corée du Sud
- Format : Couleurs - 2,35:1 - Dolby Digital
- Genre : action, thriller
- Durée : 132 minutes
- Date de sortie :
  - Monde : 5 août 2022 (sur Netflix)

## Distribution
- Joo Won (VF : Anatole de Bodinat) : Carter Lee / Michael Bane
- Kim Bo-min (VF : Paloma Josso) : Ha-na Jeong
- Lee Sung-jae (VF : Pascal Nowak) : Kim Jong-hyuk
- Jeong So-ri (VF : Kaycie Chase) : Jeong-hee Han
- Byeon Seo-yun (VF : Karine Foviau) : Choi Yu-jin
- Jung Jae-young (VF : Stéphane Fourreau) : Byeong-ho (voix)
- Jung Hae-kyun (VF : Serge Faliu) : le directeur Kim Dong-gyu
- Yeo Dae-hyun (VF : Arthur Khong) : Cheol Ju
- Camilla Belle : Agnes
- Mike Colter : Smith

 Source et légende : version française (VF) sur RS Doublage